# مقزح
المقزح أو القزيح أو الحَزّاء (الاسم العلمي: Deverra)، جنس نباتات من الفصيلة الخيمية.

## من أنواعه الواطنة فيالوطن العربي
- المقزح الأسلي (باللاتينية: Deverra juncea) في المغرب العربي
- المقزح ثلاثي المحاور (باللاتينية: Deverra triradiata) في معظم مناطق الوطن العربي
- المقزح المكنسي (باللاتينية: Deverra scoparia)
- مقزح باتاندييه (باللاتينية: Deverra battandieri) في المغرب العربي
- مقزح رولفس (باللاتينية: Deverra rohlfsiana) في المغرب العربي
- المقزح الريبودي (باللاتينية: Deverra reboudii) في المغرب العربي
- المقزح العاري (باللاتينية: Deverra denudata) في المغرب العربي
- المقزح الملتوي (باللاتينية: Deverra tortuosa) في المغرب العربي ومصر وبلاد الشام